# Quản bào
Quản bào hay tế bào ống (tiếng Anh: tracheid)là những tế bào nằm trong mạch gỗ của các loại thực vật có mạch giúp đảm nhận nhiệm vụ vận chuyển nước và muối khoáng từ rễ đi khắp các bộ phận khác của cây. Quản bào là một trong hai loại tế bào dạng mạch ống (loại thứ hai là yếu tố mạch, thành phần của các mạch ống). Chúng có vách tế bào dày chứa hàm lượng lignin rất cao, và khi trưởng thành thì hệ nguyên sinh chất sẽ dần dần biến mất - nói cách khác các quản bào sẽ chết khi trưởng thành. Sự hiện diện của các tế bào dạng ống như thế này là đặc điểm phân biệt giữa thực vật có mạch và thực vật không mạch.
Hai chức năng chính của quản bào là chức vận chuyển các chất và chức năng củng cố độ bền của cấu trúc cơ thể thực vật. Trong nhiều trường hợp, chức năng chính của quản bào là vận chuyển nước, tỉ như tại các bó mạch, thông qua các phần không-phải-gỗ của cây và cung cấp nước, muối khoáng do rễ hút được đến lá và các bộ phận khác như chồi, hoa, quả. Về chức năng cấu trúc, vai trò của quản bào có thể thấy rõ nhất trong các loại cây gỗ mềm, nơi yếu tố mạch gần như không tồn tại. Khi đó, quản bào là loại tế bào chủ yếu và là nhân tố chủ yếu gây nên độ bền cơ học của gỗ mềm.
Do quản bào có tỉ lệ diện tích trên thể tích lớn hơn nhiều so với yếu tố mạch, tác động mao dẫn của nó hiệu quả hơn tế bào ống và quản bào sẽ là nơi giữ cho nước không bị tụt xuống bởi trọng lực khi cây không có biện pháp hiệu quả để tạo lực hút nước từ dưới lên (tỉ như bốc thoát hơi nước qua lá). Cơ chế này có thể cũng là biện pháp ngăn chặn hiện tượng nghẽn mạch do khí của cây.